# Caniçada
Caniçada é uma povoação portuguesa do Município de Vieira do Minho que foi sede da extinta Freguesia de Caniçada, freguesia que tinha 6,49 km² de área, 455 habitantes (em 2011), e, por isso, uma densidade populacional de 70,1 hab/km².
Caniçada situa-se na margem esquerda (sul) da albufeira da barragem a que deu o nome, a Barragem da Caniçada.
A Freguesia de Caniçada foi extinta (agregada) pela reorganização administrativa de 2012/2013, tendo o seu território sido integrado na então criada União das Freguesias de Caniçada e Soengas, territorialmente contínua.

Antigas freguesias que deram origem à União das Freguesias de Caniçada e Soengas (Vieira do Minho).

A Freguesia de Caniçada era uma das poucas freguesias portuguesas territorialmente descontínuas, consistindo em duas partes de extensão semelhante, separadas pela antiga Freguesia de Soengas, do mesmo município: uma parte a montante, ligeiramente menor (onde se situava a sede da freguesia), e uma parte a jusante, com habitação dispersa.

## População
| População da freguesia de Caniçada | População da freguesia de Caniçada | População da freguesia de Caniçada | População da freguesia de Caniçada | População da freguesia de Caniçada | População da freguesia de Caniçada | População da freguesia de Caniçada | População da freguesia de Caniçada | População da freguesia de Caniçada | População da freguesia de Caniçada | População da freguesia de Caniçada | População da freguesia de Caniçada | População da freguesia de Caniçada | População da freguesia de Caniçada | População da freguesia de Caniçada |
| ---------------------------------- | ---------------------------------- | ---------------------------------- | ---------------------------------- | ---------------------------------- | ---------------------------------- | ---------------------------------- | ---------------------------------- | ---------------------------------- | ---------------------------------- | ---------------------------------- | ---------------------------------- | ---------------------------------- | ---------------------------------- | ---------------------------------- |
| 1864                               | 1878                               | 1890                               | 1900                               | 1911                               | 1920                               | 1930                               | 1940                               | 1950                               | 1960                               | 1970                               | 1981                               | 1991                               | 2001                               | 2011                               |
| 503                                | 471                                | 524                                | 554                                | 529                                | 502                                | 546                                | 590                                | 650                                | 674                                | 563                                | 573                                | 547                                | 446                                | 455                                |

## História
Foi sede do concelho de Ribeira de Soaz entre 1515 e 1834.

## Património
- Antigo Edifício dos Paços do Concelho de Ribeira de Soaz
- Pelourinho de Caniçada
- Antigos Paços Municipais
- Igreja Paroquial
- Capela da Senhora da Glória
- Capela de São Miguel
- Capela de Cibrão
- Pelourinho do Assento
- Alminhas de Rechã
- Espigueiros
- Barragem da Caniçada